# John Haglelgam
John Richard Haglelgam (Eauripuk (Yap), 10 augustus 1949 – Honolulu (Hawaï), 12 september 2024) was een politicus uit de eilandstaat Micronesia en vervulde vier jaar het presidentiële ambt, namelijk van 1987 tot 1991. In 1991 deed Haglelgam wederom mee met de verkiezingen voor het presidentschap, maar verloor de strijd van Bailey Olter. Hierop vervolgde hij zijn carrière als professor aan het College of Micronesia-FSM.
Haglegam overleed op 12 september 2024 op 75-jarige leeftijd.